# FA Cup 1882/83

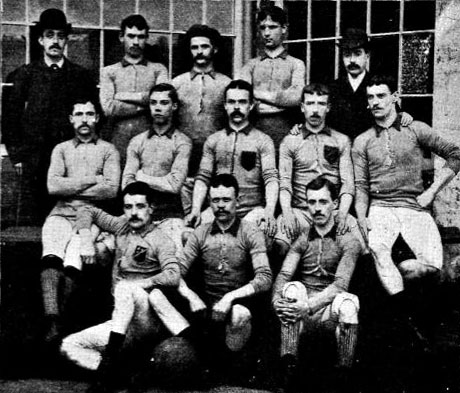
Die Siegermannschaft von Blackburn Olympic (1883).

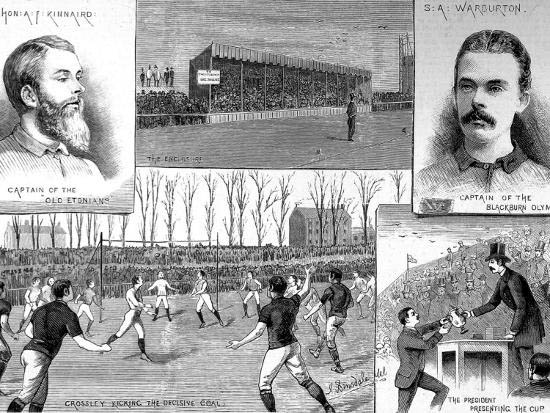
Illustration des FA-Cup-Finals von 1883.

Der FA Cup 1882/83 war die zwölfte Austragung des The Football Association Challenge Cup (meist als FA Cup bekannt). Die Pokalsaison begann mit 84 Vereinen, wurde letztlich jedoch nur von 79 Vereinen real ausgespielt.
Der Pokalwettbewerb startete am 2. September 1882 mit der ersten Runde und endete mit dem Finalspiel im Kennington Oval in London am 31. März 1883 vor einer Kulisse von etwa 8.000 Zuschauern. Der Sieger des Wettbewerbs wurde zum ersten Mal Blackburn Olympic. Unterlegener Finalist waren die Old Etonians.

## Wettbewerb

### Erste Runde
| Datum             |                         | Ergebnis |                         |
| ----------------- | ----------------------- | -------- | ----------------------- |
| 2. September 1882 | FC Church               | 5:0      | FC Clitheroe            |
| 14. Oktober 1882  | Darwen Ramblers         | 5:2      | FC South Shore          |
| 21. Oktober 1882  | Aston Villa             | 4:1      | Walsall Swifts          |
| 21. Oktober 1882  | FC Darwen               | 4:1      | Blackburn Park Road     |
| 21. Oktober 1882  | FC Dreadnought          | [1]1:2   | FC South Reading        |
| 21. Oktober 1882  | Etonian Ramblers        | 6:2      | FC Romford              |
| 21. Oktober 1882  | FC Halliwell            | 3:2      | FC Great Lever          |
| 21. Oktober 1882  | Liverpool Ramblers      | 1:1      | FC Southport Central    |
| 21. Oktober 1882  | Old Carthusians         | 6:0      | FC Pilgrims             |
| 21. Oktober 1882  | Royal Engineers AFC     | 3:1      | Woodford Bridge         |
| 21. Oktober 1882  | Walsall Town            | 4:1      | FC Staveley             |
| 23. Oktober 1882  | Blackburn Rovers        | 11:10    | Blackpool St. John’s    |
| 28. Oktober 1882  | Barnes FC               | 2:4      | FC Brentwood            |
| 28. Oktober 1882  | FC Hornchurch           | 0:2      | FC Marlow               |
| 28. Oktober 1882  | Irwell Springs          | 2:5      | Lower Darwen            |
| 28. Oktober 1882  | Mitchell’s St. George’s | 4:1      | FC Calthorpe            |
| 28. Oktober 1882  | Northwich Victoria      | 3:2      | Astley Bridge           |
| 4. November 1882  | Blackburn Olympic       | 6:3      | FC Accrington           |
| 4. November 1882  | Bolton Olympic          | 4:7      | FC Eagley               |
| 4. November 1882  | Bolton Wanderers        | 6:1      | FC Bootle               |
| 4. November 1882  | Chesterfield Spital     | 1:7      | Wednesbury Old Athletic |
| 4. November 1882  | Clapham Rovers          | 3:0      | FC Kildare              |
| 4. November 1882  | FC Druids               | 1:1      | FC Oswestry             |
| 4. November 1882  | Hanover United          | 1:0      | FC Mosquitos            |
| 4. November 1882  | Lockwood Brothers       | 4:3      | Macclesfield Town       |
| 4. November 1882  | FC Maidenhead           | 0:2      | Old Westminsters        |
| 4. November 1882  | Notts County            | 6:1      | FC Sheffield            |
| 4. November 1882  | Old Etonians            | 1:1      | Old Foresters           |
| 4. November 1882  | FC Rochester            | 2:0      | FC Hotspur              |
| 4. November 1882  | The Wednesday           | 12:20    | FC Spilsby              |
| 4. November 1882  | FC Swifts               | 4:1      | Highbury Union          |
| 4. November 1882  | United Hospital         | 3:0      | London Olympic          |
| 4. November 1882  | FC West End             | 1:3      | FC Hendon               |
| 4. November 1882  | Windsor Home Park       | 3:0      | FC Acton                |
| 11. November 1882 | Small Heath Alliance    | 3:3      | Stafford Road           |
| nicht ausgetragen | Grimsby Town            |          | FC Queen’s Park         |
| nicht ausgetragen | Nottingham Forest       |          | Brigg Britannia         |
| nicht ausgetragen | Phoenix Bessemer        |          | Grantham Town           |
| nicht ausgetragen | Reading Minster FC      |          | FC Remnants             |
| Freilos           | Aston Unity             |          |                         |
| Freilos           | FC Chatham              |          |                         |
| Freilos           | Haslingden St. Marys    |          |                         |
| Freilos           | FC Reading              |          |                         |
| Freilos           | Sheffield Heeley        |          |                         |
| Freilos           | Upton Park FC           |          |                         |

#### Wiederholungsspiele
| Datum             |                   | Ergebnis |                      |
| ----------------- | ----------------- | -------- | -------------------- |
| 4. November 1882  | FC Dreadnought    | 1:2      | FC South Reading     |
| 4. November 1882  | Southport Central | 0:4      | Liverpool Ramblers   |
| 18. November 1882 | Old Etonians      | 3:1      | Old Foresters        |
| 18. November 1882 | FC Oswestry       | 0:2      | FC Druids            |
| 18. November 1882 | Stafford Road     | 6:2      | Small Heath Alliance |

### Zweite Runde
| Datum             |                     | Ergebnis |                         |
| ----------------- | ------------------- | -------- | ----------------------- |
| 18. November 1882 | Aston Villa         | 4:1      | Wednesbury Old Athletic |
| 25. November 1882 | Grimsby Town        | 1:9      | Phoenix Bessemer        |
| 29. November 1882 | Royal Engineers AFC | 8:0      | FC Reading              |
| 30. November 1882 | FC Swifts           | 2:2      | Upton Park FC           |
| 30. November 1882 | Windsor Home Park   | 3:1      | United Hospital         |
| 2. Dezember 1882  | Aston Unity         | 3:1      | Mitchell’s St. George’s |
| 2. Dezember 1882  | Bolton Wanderers    | 3:0      | Liverpool Ramblers      |
| 2. Dezember 1882  | Clapham Rovers      | 7:1      | Hanover United          |
| 2. Dezember 1882  | FC Darwen           | 1:0      | Blackburn Rovers        |
| 2. Dezember 1882  | Darwen Ramblers     | 3:2      | Haslingden St. Marys    |
| 2. Dezember 1882  | FC Eagley           | 3:1      | FC Halliwell            |
| 2. Dezember 1882  | FC Hendon           | 2:1      | FC Chatham              |
| 2. Dezember 1882  | Nottingham Forest   | 7:2      | Sheffield Heeley        |
| 2. Dezember 1882  | Old Carthusians     | 7:0      | Etonian Ramblers        |
| 2. Dezember 1882  | Old Etonians        | 2:1      | FC Brentwood            |
| 2. Dezember 1882  | The Wednesday       | 6:0      | Lockwood Brothers       |
| 2. Dezember 1882  | Walsall Town        | 4:1      | Stafford Road           |
| 9. Dezember 1882  | Blackburn Olympic   | 8:1      | Lower Darwen            |
| 9. Dezember 1882  | FC Druids           | 5:0      | Northwich Victoria      |
| nicht ausgetragen | FC Marlow           |          | Reading Minster FC      |
| Freilos           | FC Church           |          |                         |
| Freilos           | Notts County        |          |                         |
| Freilos           | Old Westminsters    |          |                         |
| Freilos           | FC Rochester        |          |                         |
| Freilos           | FC South Reading    |          |                         |

#### Wiederholungsspiel
| Datum            |           | Ergebnis |               |
| ---------------- | --------- | -------- | ------------- |
| 2. Dezember 1882 | FC Swifts | 3:2      | Upton Park FC |

### Dritte Runde
| Datum             |                     | Ergebnis |                   |
| ----------------- | ------------------- | -------- | ----------------- |
| 16. Dezember 1882 | Blackburn Olympic   | 8:0      | Darwen Ramblers   |
| 16. Dezember 1882 | Old Carthusians     | 3:2      | Old Westminsters  |
| 16. Dezember 1882 | Old Etonians        | 7:0      | FC Rochester      |
| 27. Dezember 1882 | Notts County        | 4:1      | Phoenix Bessemer  |
| 6. Januar 1883    | Aston Villa         | 3:1      | Aston Unity       |
| 6. Januar 1883    | FC Church           | 2:2      | FC Darwen         |
| 6. Januar 1883    | Clapham Rovers      | 3:0      | Windsor Home Park |
| 6. Januar 1883    | FC Druids           | 0:0      | Bolton Wanderers  |
| 6. Januar 1883    | FC Hendon           | 11:10    | South Reading     |
| 6. Januar 1883    | Nottingham Forest   | 2:2      | The Wednesday     |
| Freilos           | FC Eagley           |          |                   |
| Freilos           | FC Marlow           |          |                   |
| Freilos           | Royal Engineers AFC |          |                   |
| Freilos           | FC Swifts           |          |                   |
| Freilos           | Walsall Town        |          |                   |

#### Wiederholungsspiele
| Datum           |                  | Ergebnis |                   |
| --------------- | ---------------- | -------- | ----------------- |
| 13. Januar 1883 | The Wednesday    | 3:2      | Nottingham Forest |
| 20. Januar 1883 | FC Darwen        | 0:2      | FC Church         |
| 22. Januar 1883 | Bolton Wanderers | 1:1      | FC Druids         |
| 29. Januar 1883 | FC Druids        | 1:0      | Bolton Wanderers  |

### Vierte Runde
| Datum            |                   | Ergebnis |                     |
| ---------------- | ----------------- | -------- | ------------------- |
| 24. Januar 1883  | Old Etonians      | 2:0      | FC Swifts           |
| 25. Januar 1883  | Old Carthusians   | 6:2      | Royal Engineers AFC |
| 27. Januar 1883  | Aston Villa       | 2:1      | Walsall Town        |
| 3. Februar 1883  | Blackburn Olympic | 2:0      | FC Church           |
| 3. Februar 1883  | FC Marlow         | 0:3      | FC Hendon           |
| 10. Februar 1883 | FC Druids         | 2:1      | FC Eagley           |
| 12. Februar 1883 | The Wednesday     | 1:4      | Notts County        |
| Freilos          | Clapham Rovers    |          |                     |

### Fünfte Runde
| Datum            |                   | Ergebnis |                |
| ---------------- | ----------------- | -------- | -------------- |
| 20. Februar 1883 | Old Carthusians   | 5:3      | Clapham Rovers |
| 24. Februar 1883 | Blackburn Olympic | 4:1      | FC Druids      |
| 3. März 1883     | FC Hendon         | 2:4      | Old Etonians   |
| 3. März 1883     | Notts County      | 4:3      | Aston Villa    |

### Halbfinale
Die Spiele wurden am 17. März 1883 ausgetragen.
|                   | Ergebnis |                 | Ort                     |
| ----------------- | -------- | --------------- | ----------------------- |
| Blackburn Olympic | 4:0      | Old Carthusians | Manchester              |
| Old Etonians      | 2:1      | Notts County    | Kennington Oval, London |

### Finale
| Blackburn Olympic                                  | Blackburn Olympic | Old Etonians | Old Etonians |
| -------------------------------------------------- | --- | --- | ------------ |
| Blackburn Olympic                                  | \| Finale \| \| Samstag, 31. März 1883 in London (Kennington Oval) \| \| Ergebnis: 2:1 n. V. (1:1, 0:1) \| \| Zuschauer: 8.000 \| \| Schiedsrichter: Charles Crump \| \| Spielbericht \| | \| Finale \| \| Samstag, 31. März 1883 in London (Kennington Oval) \| \| Ergebnis: 2:1 n. V. (1:1, 0:1) \| \| Zuschauer: 8.000 \| \| Schiedsrichter: Charles Crump \| \| Spielbericht \|                | Old Etonians |
| Blackburn Olympic                                  | Thomas Hacking – James Ward, Albert Warburton, Thomas Gibson, William Astley – Jack Hunter – Thomas Dewhurst, Alfred Matthews, George Wilson, James Costley, John Yates                  | John Rawlinson – Thomas French, Percy de Paravicini – Arthur Kinnaird, Charles Foley, Arthur Dunn – Herbert Bainbridge, John Barrington Chevallier, William Anderson, Harry Goodhart, Reginald Macaulay | Old Etonians |
| Blackburn Olympic                                  | 1:1 Alfred Matthews (65.) 2:1 James Costley (108.) | 0:1 Harry Goodhart (30.) | Old Etonians |
| Finale                                             | | |              |
| Samstag, 31. März 1883 in London (Kennington Oval) | | |              |
| Ergebnis: 2:1 n. V. (1:1, 0:1)                     | | |              |
| Zuschauer: 8.000                                   | | |              |
| Schiedsrichter: Charles Crump                      | | |              |
| Spielbericht                                       | | |              |